# Ледянський Сергій
Ледянський Сергій Арсенійович (1906—2000) — український письменник, журналіст. Справжнє ім'я та прізвище — Сергій Кокот.

## З біографії
Народ. 9 травня 1906 р. на Хмельниччині в с. Ледянка. У 1941—1942 рр. перебував у Києві. Працював в редакції «Литаврів» як журналіст з Оленою Телігою. Є рідним братом редактора окупаційної газети «Українська думка» м. Миколаїв Кокота Григорія Арсенійовича.
Був членом делегації української інтелігенції, яку німецька влада відрядила з Києва для свідчення Вінницьких розстрілів.
Після війни перебував у Німеччині, потім емігрував до США, редагував журнал «Державницька думка» (Філадельфія). Помер 2 листопада 2000 р. в Анн Арбор поблизу Детройта (США).

## Творчість
Автор п'єс «Тисяча дев'ятсот тридцять третій рік» (1942), «Директива з центру» (1943), «Під косою» (1948), «Великий злам» (1940), «Земля під Хмелем»; повісті «Брат твій Каїн» (1951).
Окремі видання:
- Ледянський С. Зустрічі з Оленою Телігою // Теліга О. Листи. Спогади / Упоряд., вст. ст., прим. Н. Миронець. — К.: Вид-во ім. Олени Теліги, 2003. — С. 322—327.

## Джерело
- Вона загинула за національну ідею